# Водопад (фильм, 1973)
«Водопад» — советский фильм 1974 года, снятый на киностудии «Киргизфильм» режиссёром Юрием Борецким.

## Сюжет
В горах на строительстве дороги работают взрывники. Асан своим бульдозером перекрывает дорогу. Вдруг останавливается машина геологической экспедиции с геологами, которые очень спешат, и геофизик Криста идёт к взрывникам уговорить их пропустить машину… но фитиль уже зажжён… Асан бросается за ней и спасает девушку в момент взрыва.
Теперь геологам нужно ждать сутки пока расчистят дорогу и они смогут проложит путь. Геологи располагаются рядом со строителями. Асан расчищает своим бульдозером дорогу, хотя ему явно не хочется, чтобы уехала Криста… . И он чуть лукавит, чтобы почаще видеть строгую молодую латышку. В будничных заботах между Асаном и Кристой возникает чувство.
Когда Криста просит отвезти её к телефону — ей нужно позвонить мужу в Ригу, Асан отвозит её в своё село, приглашает к себе в дом, где он живёт с младшими братишками и сестрёнками. Он прямодушно предлагает Кристе махнуть вечером на танцы. Когда Кристе понравился цветок на скале, он азартно карабкается за ним. И мчит её на мотоцикле показать ей что-то красивое — горный водопад.
Вернувшись, Асан снова садится в бульдозер, чтобы за ночь к утру расчистить дорогу и Криста всё-таки смогла уехать, и утром сдержанно прощается с ней.

## В ролях
- Чоробек Думанаев — Асан
- Ингрида Андриня — Криста
- Майя Булгакова — Шура
- Асанали Ашимов — Мамбет
- Алмаз Кыргызбаев — Иса
- Валерий Жданов — Петро
- Джамал Сейдакматова — Айнек
- Советбек Джумадылов — Супотаев

## Фестивали и награды
- 1974 — VII Всесоюзный кинофестиваль — приз вторая премия «За лучшую мужскую роль» актёру Чоробеку Думанаеву[1].